# Karniffel
Karniffel, även kallat karnöffel, är ett kortspel, det äldsta i Europa vars regler är kända. Det omnämns första gången 1426 i en förordning från staden Nördlingen i södra Tyskland. Det är också ett av de kortspel som räknas upp i Georg Stiernhielms moraliserande dikt Hercules, tryckt 1658. Spelet utövas än i dag, i en vidareutvecklad form och under namnen Kaiserspiel eller Kaiserjass, i den schweiziska kantonen Nidwalden.
Karniffel är ett sticktagningsspel för fyra deltagare som spelar ihop partnervis. Utmärkande för spelet är den mycket egenartade rangordningen mellan korten och de speciella benämningarna på vissa av dem. Högsta kort är karniffeln, knekten i den färg som utsetts till trumffärg. I rang följer därefter i de flesta fall trumfsexan, kallad påven och trumftvåan, kallad kejsaren. Karniffel är det första spelet i Europa där det förekommer särskilda trumfkort, flera år innan tarotkortleken med sin speciella trumfsvit kommit i bruk.
Spelet var en sysselsättning huvudsakligen för knektar och bonddrängar och sågs inte med blida ögon av överheten, bland annat eftersom kortens rangordning inte återspeglade den rådande samhällsordningen.
Det svenska spelet bräus, liksom det danska brus, Färöarnas nationalkortspel styrvolt och det isländska alkort är exempel på spel som är mer eller mindre besläktade med karniffel.

## Kaiserspiel
Kaiserspiel anses stå det medeltida karniffel närmare än vad något av de andra besläktade spelen gör.
Fyra spelare deltar och spelar ihop partnervis. En lek med 40 kort (utan ess, åttor och nior) används, traditionellt en schweizisk kortlek, vilken skiljer sig från den vanliga fransk-engelska kortleken bland annat genom annorlunda svitmärken och bildkort.
I likhet med karniffel är rangordningen mellan korten tämligen komplicerad. Som lekens högsta kort räknas de flesta av korten i den svit som utses som trumffärg samt tiorna (eller deras motsvarighet i den schweiziska kortleken). Spelarna får i given sju kort var, men lägger bort två av dessa innan spelet om sticken börjar. Man är inte tvungen att följa färg. Högsta kort i utspelsfärgen eller högsta trumf vinner sticket. Given vinns av den sida som vunnit flest stick.
Under spelet är det tillåtet att med gester och mimik signalera till medspelaren att man har speciella kort på handen. Detta är ingen form av fusk, utan signalerna följer överenskomna koder och kan jämföras med budkonventionerna i bridge.
Kaiser (tyska för "kejsare") som gett spelet dess namn, är benämningen på en tia som visats upp under spelet, och som då höjer poängen för vunnen giv.